# Madicola gravabilis
Madicola gravabilis är en insektsart som beskrevs av Young 1986. Madicola gravabilis ingår i släktet Madicola och familjen dvärgstritar. Inga underarter finns listade i Catalogue of Life.